# Carl Kupferschmid
Carl Kupferschmid né le 29 octobre 1951 à  Winterthour en Suisse est un triathlète, pionnier dans la pratique du triathlon et premier européen à monter sur le podium de l'Ironman d'Hawaï en 1985.

## Palmarès
Le tableau présente les résultats les plus significatifs (podium) obtenus sur le circuit international de triathlon depuis 1983.
| Année | Compétition                          | Pays       | Position           | Temps           |
| ----- | ------------------------------------ | ---------- | ------------------ | --------------- |
| 1989  | Championnat d'Europe de triathlon LD | Norvège    | Médaille de bronze | 8 h 41 min 22 s |
| 1985  | Ironman d'Hawaï - à Kailua-Kona      | États-Unis | Médaille de bronze | 9 h 26 min 32 s |
| 1985  | Ironman Suisse                       | Suisse     | Médaille d'or      | 8 h 42 min 56 s |
| 1984  | Ironman Suisse                       | Suisse     | Médaille d'or      | Timing          |
| 1983  | Ironman Suisse                       | Suisse     | Médaille d'or      | Timing          |